# Reston, Virginia
Reston är en ort i Fairfax County i delstaten Virginia, USA.